# 高根台 (名古屋市)
高根台（たかねだい）は、愛知県名古屋市緑区の町名。丁番を持たない単独町名である。住居表示未実施。

## 地理
名古屋市緑区の北東部に位置し、東に篠の風、西に万場山、南に上旭、北に鳴子町と接する。

## 歴史

### 町名の由来
鳴海町の小字名「高根」による。「高根」とは『張州府志』に記載されている鳴海山二八峰の一つであるといい、「高峰（たかね）」から名付けられたのだという。

### 沿革
- 1986年（昭和61年） - 鳴海町の一部より高根台が成立[6]。

## 世帯数と人口
2019年（平成31年）3月1日現在の世帯数と人口は以下の通りである。
| 町丁   | 世帯数  | 人口  |
| ------ | ------- | ----- |
| 高根台 | 157世帯 | 375人 |

### 人口の変遷
国勢調査による人口の推移
| 1995年（平成7年）  | 293人 | [ 7 ]  |  |
| 2000年（平成12年） | 347人 | [ 8 ]  |  |
| 2005年（平成17年） | 330人 | [ 9 ]  |  |
| 2010年（平成22年） | 328人 | [ 10 ] |  |
| 2015年（平成27年） | 358人 | [ 11 ] |  |

## 学区
市立小・中学校に通う場合、学校等は以下の通りとなる。また、公立高等学校に通う場合の学区は以下の通りとなる。
| 番・番地等 | 小学校               | 中学校               | 高等学校 |
| ---------- | -------------------- | -------------------- | -------- |
| 全域       | 名古屋市立戸笠小学校 | 名古屋市立神沢中学校 | 尾張学区 |

## その他

### 日本郵便
- 郵便番号 : 458-0042[3]（集配局：緑郵便局[14]）。